# Nélson Oliveira (calciatore)
Nélson Miguel Castro Oliveira, meglio noto come Nélson Oliveira (Barcelos, 8 agosto 1991), è un calciatore portoghese, attaccante del Vitória Guimarães.

## Caratteristiche tecniche
Centravanti di buona tecnica e dal fisico possente, può disimpegnarsi anche in una posizione maggiormente defilata.

## Carriera

### Club
Inizia a giocare nelle giovanili dello Sporting Braga, nel quale riesce a distinguersi come uno dei talenti emergenti del calcio portoghese. All'età di 15 anni viene acquistato dal Benfica e nel 2008 l'allenatore Quique Sánchez Flores lo convoca per la partita di Coppa UEFA contro il Napoli, senza tuttavia farlo entrare in campo.
Trascorso un altro anno nelle giovanili, nel 2010 viene prestato prima al Rio Ave e poi nella stagione successiva al Paços Ferreira, con cui riesce a giocare con maggiore continuità. Nell'estate 2011 fa ritorno al Benfica, dove spesso parte dalla panchina. In campionato gioca 12 partite senza mai andare a segno; realizza la sua unica rete stagionale il 6 marzo 2012 in UEFA Champions League, contro lo Zenit San Pietroburgo.
Il 30 agosto 2016 si trasferisce per 6 milioni di euro al Norwich City, club militante in Championship, la seconda serie inglese, con cui firma un contratto quadriennale. Chiude l'annata con 15 reti segnate in 32 presenze in tutte le competizioni. Nella stagione 2017-2018 segna 8 gol in 36 presenze, di cui 10 da subentrante, risultando il secondo migliore marcatore della squadra dopo James Maddison. Il 22 gennaio 2019, a stagione 2018-2019 in corso, passa in prestito al Reading. Il 2 febbraio subisce un infortunio al volto riportando la rottura del naso dopo un contrasto di gioco con il difensore dell'Aston Villa Tyrone Mings. Tornato in campo a marzo, realizza tre reti con la squadra, che consegue la salvezza in seconda serie.
Il 20 luglio 2019 si trasferisce a titolo definitivo all'AEK Atene con contratto biennale. Conclude la prima stagione con il club ateniese con 14 reti realizzate in 26 presenze in campionato, contribuendo al terzo posto finale del club.
Il 10 luglio del 2021 passa, da svincolato, ai rivali del PAOK.
Rimasto svincolato, l'8 settembre 2023 si accasa ai turchi del Konyaspor.
Il 24 gennaio 2024 fa ritorno in patria firmando un contratto di un anno e mezzo con il Vitória Guimarães.

### Nazionale
Fa parte della nazionale Under-20 con cui ha partecipato al Mondiale di categoria del 2011, dove segna quattro reti, fra le quali una nel 2-0 sulla Francia in semifinale e una nella finale persa 2-3 col Brasile. Al termine della rassegna iridata i lusitani vincono la medaglia d'argento. Dopo aver giocato anche per il Portogallo Under-21, il 29 febbraio esordisce anche nella nazionale maggiore nel match a reti bianche contro la Polonia. A fine stagione figura tra i 23 convocati di Paulo Bento per gli Europei in Polonia e Ucraina.

## Statistiche

### Presenze e reti nei club
Statistiche aggiornate al 22 marzo 2025.
| Stagione                 | Squadra                  | Campionato               | Campionato | Campionato | Coppe nazionali | Coppe nazionali | Coppe nazionali | Coppe continentali | Coppe continentali | Coppe continentali | Altre coppe | Altre coppe | Altre coppe | Totale | Totale |
| Stagione                 | Squadra                  | Comp                     | Pres       | Reti       | Comp            | Pres            | Reti            | Comp               | Pres               | Reti               | Comp        | Pres        | Reti        | Pres   | Reti   |
| ------------------------ | ------------------------ | ------------------------ | ---------- | ---------- | --------------- | --------------- | --------------- | ------------------ | ------------------ | ------------------ | ----------- | ----------- | ----------- | ------ | ------ |
| gen.-giu. 2010           | Rio Ave                  | PL                       | 10         | 0          | CP+CdL          | 2+0             | 0               | -                  | -                  | -                  | -           | -           | -           | 12     | 0      |
| 2010-2011                | Paços Ferreira           | PL                       | 23         | 4          | CP+CdL          | 1+7             | 0+1             | -                  | -                  | -                  | -           | -           | -           | 31     | 5      |
| 2011-2012                | Benfica                  | PL                       | 12         | 0          | CP+CdL          | 3+5             | 0+2             | UCL                | 2                  | 1                  | -           | -           | -           | 22     | 3      |
| 2012-2013                | Deportivo La Coruña      | PD                       | 30         | 4          | CR              | 1               | 0               | -                  | -                  | -                  | -           | -           | -           | 31     | 4      |
| 2013-2014                | Rennes 2                 | CFA2                     | 1          | 0          | -               | -               | -               | -                  | -                  | -                  | -           | -           | -           | 1      | 0      |
| 2013-2014                | Rennes                   | L1                       | 30         | 8          | CF+CdL          | 5+1             | 0               | -                  | -                  | -                  | -           | -           | -           | 36     | 8      |
| 2014-gen. 2015           | Benfica                  | PL                       | 0          | 0          | CP+CdL          | 1+0             | 0               | UCL                | 1                  | 0                  | -           | -           | -           | 2      | 0      |
| Totale Benfica           | Totale Benfica           | Totale Benfica           | 12         | 0          |                 | 9               | 2               |                    | 3                  | 1                  |             | -           | -           | 24     | 3      |
| gen.-giu. 2015           | Swansea City             | PL                       | 10         | 1          | FACup+CdL       | 1+0             | 0               | -                  | -                  | -                  | -           | -           | -           | 11     | 1      |
| 2015-2016                | Nottingham Forest        | FLC                      | 28         | 9          | FACup+CdL       | 1+0             | 0               | -                  | -                  | -                  | -           | -           | -           | 29     | 9      |
| 2016-2017                | Norwich City             | FLC                      | 28         | 11         | FACup+CdL       | 0+2             | 0+1             | -                  | -                  | -                  | -           | -           | -           | 30     | 12     |
| 2017-2018                | Norwich City             | FLC                      | 37         | 8          | FACup+CdL       | 2+1             | 0               | -                  | -                  | -                  | -           | -           | -           | 40     | 8      |
| 2018-gen. 2019           | Norwich City             | FLC                      | 0          | 0          | FACup+CdL       | 0+0             | 0               | -                  | -                  | -                  | -           | -           | -           | 0      | 0      |
| Totale Norwich City      | Totale Norwich City      | Totale Norwich City      | 65         | 19         |                 | 5               | 1               |                    | -                  | -                  |             | -           | -           | 70     | 20     |
| gen.-giu. 2019           | Reading                  | FLC                      | 10         | 3          | FACup+CdL       | 0+0             | 0               | -                  | -                  | -                  | -           | -           | -           | 10     | 3      |
| 2019-2020                | AEK Atene                | SLE                      | 17+9       | 9+5        | CG              | 4               | 2               | UEL                | 4                  | 0                  | -           | -           | -           | 34     | 16     |
| 2020-2021                | AEK Atene                | SLE                      | 21+5       | 5+1        | CG              | 4               | 2               | UEL                | 6                  | 2                  | -           | -           | -           | 36     | 10     |
| Totale AEK Atene         | Totale AEK Atene         | Totale AEK Atene         | 38+14      | 14+6       |                 | 8               | 4               |                    | 10                 | 2                  |             | -           | -           | 70     | 26     |
| 2021-2022                | PAOK                     | SLE                      | 0+5        | 0+0        | CG              | 2               | 0               | UECL               | 2                  | 1                  | -           | -           | -           | 9      | 1      |
| 2022-2023                | PAOK                     | SLE                      | 24+8       | 7          | CG              | 4               | 2               | -                  | -                  | -                  | -           | -           | -           | 36     | 9      |
| Totale PAOK Salonicco    | Totale PAOK Salonicco    | Totale PAOK Salonicco    | 24+13      | 7          |                 | 6               | 2               |                    | 2                  | 1                  |             | -           | -           | 45     | 10     |
| 2023-gen. 2024           | Konyaspor                | SL                       | 15         | 0          | TK              | 2               | 0               | -                  | -                  | -                  | -           | -           | -           | 17     | 0      |
| gen.-giu. 2024           | Vitória Guimarães        | PL                       | 15         | 2          | CP+CdL          | 3+0             | 0+0             | -                  | -                  | -                  | -           | -           | -           | 18     | 2      |
| 2024-2025                | Vitória Guimarães        | PL                       | 23         | 3          | CP+CdL          | 2+1             | 0+0             | UECL               | 13                 | 3                  | -           | -           | -           | 39     | 6      |
| Totale Vitoria Guimaraes | Totale Vitoria Guimaraes | Totale Vitoria Guimaraes | 38         | 5          |                 | 6               | 0               |                    | 13                 | 3                  |             | -           | -           | 57     | 8      |
| Totale carriera          | Totale carriera          | Totale carriera          | 361        | 80         |                 | 55              | 10              |                    | 28                 | 7                  |             | -           | -           | 444    | 97     |

### Presenze e reti in nazionale
| Cronologia completa delle presenze e delle reti in nazionale ― Portogallo | Cronologia completa delle presenze e delle reti in nazionale ― Portogallo | Cronologia completa delle presenze e delle reti in nazionale ― Portogallo | Cronologia completa delle presenze e delle reti in nazionale ― Portogallo | Cronologia completa delle presenze e delle reti in nazionale ― Portogallo | Cronologia completa delle presenze e delle reti in nazionale ― Portogallo | Cronologia completa delle presenze e delle reti in nazionale ― Portogallo | Cronologia completa delle presenze e delle reti in nazionale ― Portogallo |
| Data                                                                      | Città                                                                     | In casa                                                                   | Risultato                                                                 | Ospiti                                                                    | Competizione                                                              | Reti                                                                      | Note                                                                      |
| ------------------------------------------------------------------------- | ------------------------------------------------------------------------- | ------------------------------------------------------------------------- | ------------------------------------------------------------------------- | ------------------------------------------------------------------------- | ------------------------------------------------------------------------- | ------------------------------------------------------------------------- | ------------------------------------------------------------------------- |
| 29-2-2012                                                                 | Varsavia                                                                  | Polonia                                                                   | 0 – 0                                                                     | Portogallo                                                                | Amichevole                                                                | -                                                                         | 82’                                                                       |
| 26-5-2012                                                                 | Leiria                                                                    | Portogallo                                                                | 0 – 0                                                                     | Macedonia del Nord                                                        | Amichevole                                                                | -                                                                         | 81’                                                                       |
| 2-6-2012                                                                  | Lisbona                                                                   | Portogallo                                                                | 1 – 3                                                                     | Turchia                                                                   | Amichevole                                                                | -                                                                         | 72’                                                                       |
| 9-6-2012                                                                  | Lviv                                                                      | Germania                                                                  | 1 – 0                                                                     | Portogallo                                                                | Euro 2012 - 1°turno                                                       | -                                                                         | 70’                                                                       |
| 13-6-2012                                                                 | Lviv                                                                      | Danimarca                                                                 | 2 – 3                                                                     | Portogallo                                                                | Euro 2012 - 1°turno                                                       | -                                                                         | 64’                                                                       |
| 17-6-2012                                                                 | Kharkiv                                                                   | Portogallo                                                                | 2 – 1                                                                     | Paesi Bassi                                                               | Euro 2012 - 1°turno                                                       | -                                                                         | 64’                                                                       |
| 23-6-2012                                                                 | Lviv                                                                      | Portogallo                                                                | 0 – 0 dts (2 - 4 dtr)                                                     | Spagna                                                                    | Euro 2012 - Semifinale                                                    | -                                                                         | 81’                                                                       |
| 15-8-2012                                                                 | Loulé                                                                     | Portogallo                                                                | 2 – 0                                                                     | Panama                                                                    | Amichevole                                                                | 1                                                                         | 61’                                                                       |
| 6-2-2013                                                                  | Guimarães                                                                 | Portogallo                                                                | 2 – 3                                                                     | Ecuador                                                                   | Amichevole                                                                | -                                                                         | 80’                                                                       |
| 10-6-2013                                                                 | Ginevra                                                                   | Croazia                                                                   | 0 – 1                                                                     | Portogallo                                                                | Amichevole                                                                | -                                                                         | 76’                                                                       |
| 14-8-2013                                                                 | Loulé                                                                     | Portogallo                                                                | 1 – 1                                                                     | Paesi Bassi                                                               | Amichevole                                                                | -                                                                         | 64’                                                                       |
| 6-9-2013                                                                  | Belfast                                                                   | Irlanda del Nord                                                          | 2 – 4                                                                     | Portogallo                                                                | Qual. Mondiali 2014                                                       | -                                                                         | 65’                                                                       |
| 11-9-2013                                                                 | Foxborough                                                                | Brasile                                                                   | 3 – 1                                                                     | Portogallo                                                                | Amichevole                                                                | -                                                                         |                                                                           |
| 11-10-2013                                                                | Lisbona                                                                   | Portogallo                                                                | 1 – 1                                                                     | Israele                                                                   | Qual. Mondiali 2014                                                       | -                                                                         | 70’                                                                       |
| 14-11-2015                                                                | Krasnodar                                                                 | Russia                                                                    | 1 – 0                                                                     | Portogallo                                                                | Amichevole                                                                | -                                                                         | 72’                                                                       |
| 17-11-2015                                                                | Lussemburgo                                                               | Lussemburgo                                                               | 0 – 2                                                                     | Portogallo                                                                | Amichevole                                                                | -                                                                         | 81’                                                                       |
| 31-8-2017                                                                 | Oporto                                                                    | Portogallo                                                                | 5 – 1                                                                     | Fær Øer                                                                   | Qual. Mondiali 2018                                                       | 1                                                                         | 81’                                                                       |
| Totale                                                                    |                                                                           | Presenze                                                                  | 17                                                                        |                                                                           | Reti                                                                      | 2                                                                         |                                                                           |

## Palmarès

### Club

#### Competizioni nazionali
- Supercoppa di Portogallo: 1

Benfica: 2014